# Schaumburgowie

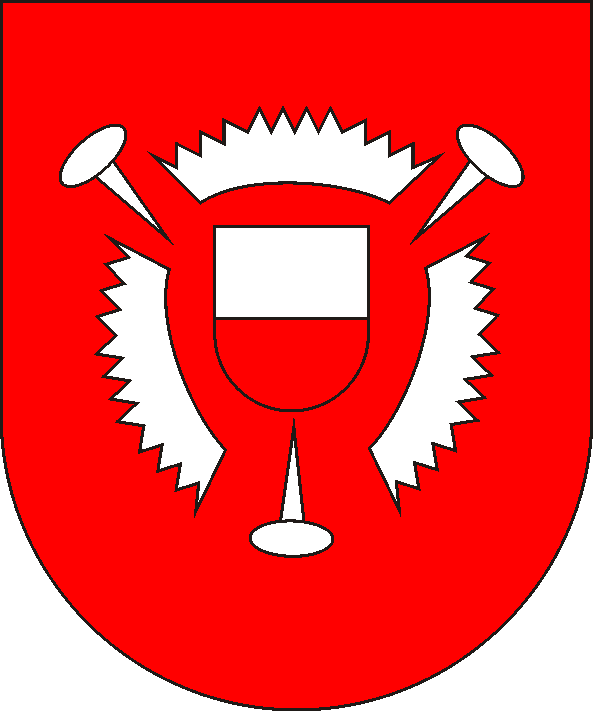
Herb dynastii Schaumburgów.

Schaumburgowie – saksoński ród szlachecki pochodzący pierwotnie z Schauenburga (obecnie część miasta Rinteln w Dolnej Saksonii).
Adolf I, który był założycielem dynastii otrzymując tytuł hrabiowski na Szauenburgu w ok. 1106 roku, dostał od księcia Lotara z Supplinburga w roku 1111 również hrabstwa Holsztynu i Sztormarn i odtąd tu rozwijała się dynastia.
Od 1261 roku ród Schaumburgów podzielił się na kilka linii.
Ostatni z rodu Schaumburgów Adolf VIII zmarł bezpotomnie w 1459 roku, co spowodowało przejęcie Hrabstwa Holsztynu przez książąt Szlezwiku z dynastii Oldenburgów w 1460 roku.